# Kapska kolonija
Kapska kolonija (nizozemsko Kaapkolonie), poimenovana po Rtu dobrega upanja,  je bil britanska kolonija v današnji Južni Afriki in Namibiji. Najprej je bila nizozemska kolonija, zatem pa britanska, z istim imenom Kaap de Goede Hoop. Leta 1652 jo je ustanovila Nizozemska vzhodnoindijska družba. Nizozemci so izgubili kolonijo leta 1795 v bitki pri Muizenbergu, vendar so jo dobili nazaj leta 1802 po amienskem miru. Britanci so jo po bitki pri Blaauwbergu ponovno zasedli leta 1806 in leta 1814 je bila sklenjena angleško-nizozemska pogodba.

Kolonija je ostala del britanskega imperija, leta 1872 je dobila samoupravo in se leta 1910 združila s tremi drugimi kolonijami v Južnoafriško unijo. Nato se je preimenovala v provinco Rta dobrega upanja [3]. Južna Afrika je postala popolnoma neodvisna leta 1931 z westminstrskim statutom. Po oblikovanju današnjih južnoafriških provinc leta 1994 je bila provinca Rta dobrega upanja razdeljena na vzhodni (Eastern Cape), severni (Northern Cape) in zahodni del (Western Cape), z manjšimi deli v severnozahodni provinci (North West).
Kapska kolonija je bila ozemeljsko enako velika kot poznejša provinca Rta dobrega upanja, ki se je raztezala od atlantske obale v notranjost in proti vzhodu vzdolž južne obale, kar je približno polovica sodobne Južne Afrike: končna vzhodna meja po več vojnah proti Ksosom je ostala na Ribji reki. Na severu je reka Oranje, znana tudi kot reka Gariep, nekaj časa je bila mejna meja, čeprav so bila nekatera zemljišča med reko in južno mejo Bocvane koloniji. Od leta 1878 je kolonija vključevala tudi enklavi Kitov zaliv in Pingvinski otoki (Penguin Islands), ki sta danes v Namibiji.

## Zgodovina

### Nizozemska kolonizacija
Nizozemska vzhodnoindijska družba (VOC) je bila s svojimi trgovci pod poveljstvom Jana van Riebeecka prva, ki je ustanavljala kolonije v Južni Afriki. Naselje Cape je bilo zgrajeno leta 1652 kot točka za ponovno oskrbo in postaja za plovila Vzhodnoindijske družbe na poti med Nizozemsko in Džakarto v Nizozemski vzhodni Indiji. Postopoma je to postala skupnost naseljencev, prednikov Burov, evropske etnične skupine v Južni Afriki.
Lokalni Kojkoji niso imeli niti močne politične organizacije, niti gospodarstva, razen svojih čred. S trgovci na nizozemskih ladjah so menjali živino, vendar so zaposleni v tej družbi Kojkoje izrinili iz poslovanja, ko so  ustanavljali svoje kmetije. Spori so utrjevali evropska zemljiška posestva in povzročali nazadovanje kojkojske družbe. Vojaški uspeh v 1670-ih je še okrepil nadzor Nizozemske vzhodnoindijske družbe nad Kojkoji, ki so postali glavni vir kolonialnega mezdnega dela.
Območje okrog postaje družbe je bilo prenaseljeno in nomadski evropski živinorejci ali trekboeren so se selili na širše območje, zapuščali bogata, vendar omejena kmetijska zemljišča na obali, na sušne notranje planote, kjer so s pastirskimi Kojkoji tekmovali za najboljša pašna zemljišča. Od leta 1700 je tradicionalno kojkojsko pastirsko življenje izginilo. Z britansko vlado so bili leta 1795 na rtu vzpostavljeni družbenopolitični temelji.

### Britanska zasedba
Leta 1795 je Francija zasedla sedem nizozemskih provinc, domovino Nizozemske vzhodnoindijske družbe. To je spodbudilo Veliko Britanijo, da je leta 1795 zasedla ozemlje zaradi boljšega nadzora nad morjem, da bi ustavila vse morebitne francoske poskuse, da bi dosegli Indijo. Britanci so poslali floto devetih vojaških ladij, ki so bile zasidrane v Simonstadu in po porazu nizozemske milice v bitki pri Muizenbergu prevzela nadzor nad ozemljem. Nizozemska vzhodnoindijska družba je prenesla svoje ozemlje in zahteve na Batavsko republiko (revolucionarno obdobje Nizozemske) leta 1798, a je prenehala obstajati že leta 1799. Izboljšanje odnosov med Britanijo, Napoleonovo Francijo in  Batavsko republiko je omogočilo Britaniji, da je s pomočjo Batavske republike leta 1803 v skladu z amienskim mirom prišla do Rta dobrega upanja.
Leta 1806 je bil rt pod nadzorom Batavske republike. Britanci so ga ponovno dobili po zmagi v bitki pri Blaauwbergu. Začasni mir med Britanijo in Francijo se je spremenil v sovražnost, Napoleon je okrepil svoj vpliv nad Batavsko republiko. Britanci, ki so ustanovili kolonijo 8. januarja 1806, so upali, da bodo Napoleona zadržali proč od rta in nadzorovali trgovske poti do Daljnega vzhoda. Leta 1814 je nizozemska vlada uradno odstopila suverenost nad rtom Britancem v skladu z londonsko konvencijo (angleško-nizozemski sporazum iz 1814).

### Britanska kolonizacija
Britanci so začeli naseljevati vzhodno mejo kolonije s prihodom 1820 naseljencev v Port Elizabeth. Prav tako so začeli uvajati temeljne pravice za črnsko afriško prebivalstvo rta in leta 1833 so ukinili suženjstvo. Nezadovoljstvo, ker so bili nizozemski kmetje proti tem družbenim spremembam, ter zaradi uvedbe angleškega jezika in kulture, je povzročilo velik celinski pohod, znan kot velika selitev Burov z vozovi z volovsko vprego,  ter naseljevanje notranjosti države. Nastali sta "Burska republika" Transvaala in Svobodna država Oranje.
Na rtu se je nadaljevalo britansko priseljevanje, tudi veliko Burov se je še naprej razseljevalo po celini in konec monopola Britanske vzhodnoindijske družbe nad trgovino je omogočil gospodarsko rast. Takrat je bilo tudi veliko mejnih vojn proti Ksosom ob vzhodni meji rta. Ksosi so  začeli množično uničevati lastne pridelke in živino, ker so bili prepričani, da bo to prebudilo njihove duhove in povzročilo poraz belcev. Nastala je lakota, njihov odpor je bil zatrt in začelo se je dolgo obdobje stabilnosti na meji.
Mir in blaginja sta vzbudila željo po politični neodvisnosti. Leta 1854 je Rt dobrega upanja izvolil svoj prvi parlament na podlagi večrasne volilne pravice (Cape Qualified Franchise). Prebivalci rta so lahko volili na podlagi splošne najmanjše ravni lastništva premoženja ne glede na raso.
Izvršilna oblast je v celoti ostala v rokah britanskega guvernerja, kar ni olajšalo napetosti v koloniji med vzhodnimi in zahodnimi predeli. 

### Odgovorna vlada
Leta 1872 je po dolgem političnem boju Rt dobrega upanja dobil "odgovorno vlado" s prvim predsednikom vlade Johnom Moltenom. Izvoljeni predsednik vlade in njegov kabinet sta imela popolno odgovornost za zadeve v državi. Začelo se je obdobje visoke gospodarske rasti in socialnega razvoja, vzhodno-zahodna delitev je mirovala. Sistem večrasne volilne pravice je sprožil počasno in krhko rast politične vključenosti, etnične napetosti so se umirile. [5] Leta 1877 se je država razširila z Zahodno in Vzhodno Kaplandijo. 
Odkritje diamantov okoli  Kimberleyja in zlata v Transvaalu je povzročilo nestabilnost predvsem zato, ker je vzpon na oblast prinesel ambicioznega imperialističnega Cecila Rhodsa. Ko je postal predsednik vlade rta, se je  hitro širil britanski vpliv v zaledju, še posebej ker je želel kot inženir osvojiti Transvaal. Čeprav je napad Jamesona Raida spodletel in je vlada padla, se je začela druga burska vojna. Britanci so zmagali. Politika kolonije je povzročala prevladujočo napetost med britanskimi naseljenci in Buri. Rhodes je uvedel prve uradne omejitve glede političnih pravic črnih afriških državljanov Kapske kolonije. 
Rt dobrega upanja je ostal pod britansko oblastjo do nastanka Južnoafriške zveze leta 1910, ko je postal provinca, znana kot Kaplandija.

## Demografija

### Stanje 1904
Podatki o prebivalcih, stanje 1904. Vir:
| Skupine               | Število   | Odstotek (%) |
| črni Južnoafričani    | 1.424.787 | 59,12        |
| beli Južnoafričani    | 579.741   | 24,05        |
| mešanci               | 395.034   | 16,39        |
| azijski Južnoafričani | 10.242    | 0,42         |
| skupaj                | 2.409.804 | 100          |